# Sous vide

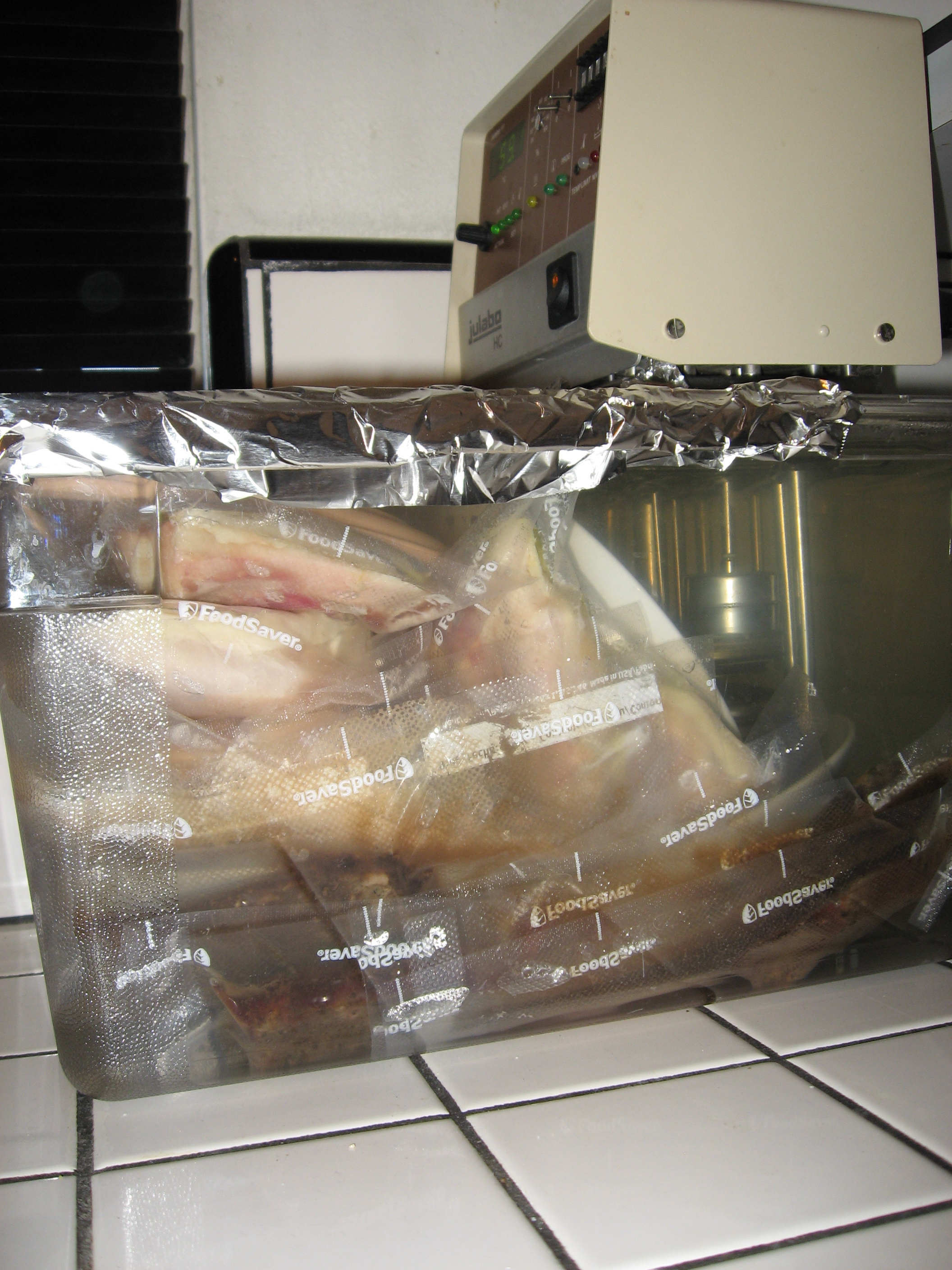
Gotowanie metodą sous vide

Sous vide (wym. su wid; fr. dosłownie „pod próżnią” lub „w próżni”) – metoda gotowania potraw, w której żywność zamknięta szczelnie w plastikowej torebce próżniowej następnie umieszczana jest w kąpieli wodnej lub parowej w precyzyjnie kontrolowanej temperaturze niższej od tradycyjnego gotowania, dłużej niż w tradycyjnych procedurach gotowania.
Czas gotowania trwa od 1 do nawet 48 godzin, w temperaturze precyzyjnie uregulowanej, znacznie niższej niż zazwyczaj używana do gotowania (zwykle około 55 do 60 °C dla mięsa i nieco wyższej dla warzyw). W założeniach sposobu gotowania chodzi o to, aby gotować element równomiernie, dzięki czemu wnętrze jest dobrze ugotowane bez przegotowania na zewnątrz a niedogotowania wewnątrz, z zatrzymaniem płynów zawartych w potrawach.
W zależności od rodzaju żywności temperatury gotowania są różne:
| cielęcina:   |  | 65 ÷ 68 °C |
| wołowina:    |  | 58 ÷ 60 ºC |
| wieprzowina: |  | 65 ÷ 66 ºC |
| drób:        |  | 65 ÷ 71 ºC |
| warzywa:     |  | 80 ÷ 85 ºC |
| ryby:        |  | 58 ÷ 60 ºC |

Celem metody jest zachowanie naturalnego smaku i jakości żywności.
Po raz pierwszy opisana została w 1799 roku przez sir Benjamina Thompsona, została ponownie odkryta przez amerykańskich i francuskich inżynierów w połowie lat 60. XX w., jako metoda przemysłowego konserwowania żywności. Została przyjęta przez Georges'a Pralusa w 1974 roku w rodzinnej restauracji braci Pierre i Michela Troisgros w Roanne.